# Julian de la Celle
Julian de la Celle (Los Angeles, 10 giugno 1996) è un attore cinematografico statunitense, famoso per il ruolo di Daniel Meade Jr. nella serie televisiva Ugly Betty.

## Biografia

### Inizi
Julian de la Celle è nato il 10 giugno 1996 a Los Angeles, California. Ha frequentato la Ramon Cortines VAPA High School di Los Angeles.

### Carriera
Ha esordito come attore nel 2008 nel cortometraggio The Orphan. In quello stesso anno è stato assunto per interpretare il ruolo di Daniel Meade Jr. nella serie televisiva Ugly Betty. In seguito ha recitato in altre serie televisive come Heroes, The Fosters, Le regole del delitto perfetto e Colony.
Più recentemente ha recitato nei film Ice Cream in the Cupboard (2019) e M.O.M.: Mothers of Monsters (2020).

## Filmografia

### Attore

#### Cinema
- The Orphan, regia di Dan Treharne – cortometraggio (2008)
- And?, regia di Chris Jaymes – cortometraggio (2012)
- I Walk Down the Street, regia di Shan Shaikh – cortometraggio (2013)
- Ouroboros, regia di Scott Fleishman – cortometraggio (2015)
- The Secret of 40, regia di Kourosh Ahari – cortometraggio (2016)
- Ice Cream in the Cupboard, regia di Drew Pollins (2019)
- M.O.M.: Mothers of Monsters, regia di Tucia Lyman (2020)

#### Televisione
- Ugly Betty – serie TV, 5 episodi (2008)
- Heroes – serie TV, 4 episodi (2009-2010)
- The Fosters – serie TV, 8 episodi (2014)
- Oh, You Pretty Things! – serie TV, 9 episodi (2014)
- Nasty Habits – serie TV, 1 episodio (2014)
- Le regole del delitto perfetto (How to Get Away with Murder) – serie TV, 1 episodio (2014)
- Black-ish – serie TV, 1 episodio (2015)
- Colony – serie TV, 1 episodio (2016)

### Produttore
- And?, regia di Chris Jaymes – cortometraggio (2012)
- I Walk Down the Street, regia di Shan Shaikh – cortometraggio (2013) Co-produttore

### Sceneggiatore
- And?, regia di Chris Jaymes – cortometraggio (2012)

## Doppiatori italiani
Nelle versioni in italiano delle opere in cui ha recitato, Julian de la Celle è stato doppiato da:
- Mirko Cannella in The Fosters
- Niccolò Guidi ne Le regole del delitto perfetto